# Kochów (Mazovie)
Pour les articles homonymes, voir Kochów.
Kochów (prononciation : [ˈkɔxuf]) est un village polonais de la gmina de Maciejowice dans le powiat de Garwolin de la voïvodie de Mazovie dans le centre-est de la Pologne.
Il se situe à environ 25 kilomètres au sud de Garwolin (siège du powiat) et à 71 kilomètres au sud-est de Varsovie (capitale de la Pologne).

## Histoire
De 1975 à 1998, le village appartenait administrativement à la voïvodie de Siedlce.